# (32991) 1997 AC3
1997 AC3 (asteroide 32991) é um asteroide da cintura principal. Possui uma excentricidade de 0.08227890 e uma inclinação de 11.72343º.
Este asteroide foi descoberto no dia 4 de janeiro de 1997 por Takao Kobayashi em Oizumi.